# كليفلاند غاري
كليفلاند غاري (بالإنجليزية: Cleveland Gary) هو لاعب كرة قدم أمريكية أمريكي، ولد في 4 مايو 1966 في ستيوارت في الولايات المتحدة.

## وصلات خارجية
- كليفلاند غاري على موقع مرجع كرة القدم المحترفة.كوم (الإنجليزية)